# Werner Muff
Werner Muff (* 25. Februar 1974 in Sursee, Kanton Luzern) ist ein Schweizer Springreiter.
Im Mai 2011 befand er sich auf Rang 39 der 124. Weltrangliste der FEI. Bis zum November 2011 rutschte er auf Rang 84 ab. Werner Muff war im Jahr 2012 Mitglied des Schweizer Elitekaders der Springreiter.

## Leben und sportliche Laufbahn
Werner Muff wuchs in einer landwirtschaftlich geprägten Familie auf, sein Vater Werner Muff senior war neben seinem Beruf als Landwirt Kavallerist. Auf dem Kavalleriepferd seines Vaters begann Werner Muff zu reiten, die Springreiterei interessierte ihn bereits früh. Auf Wunsch seiner Eltern machte Muff von 1989 bis 1992 eine Ausbildung bei der Raiffeisenbank in Beromünster.
Im Jahr 1993 bekam er bei Alois Fuchs in Wängi die Chance, als Bereiter zu arbeiten. Hier arbeitete er 18 Monate. Von 1994 bis 1996 war er bei Thomas Fuchs in Bietenholz beschäftigt und von 1996 bis 2000 bei Manfred Birchler in Bilten. Hier gewann er mit BB Cardinale auch seinen ersten Grossen Preis. In der Folge bekam er auch die Möglichkeit, Nationenpreise zu reiten.
Nach vier Jahren selbstständiger Tätigkeit im Stall von Thomas Fuchs ist er seit 2004 selbstständig im Stall von Susanne Meier. In den Folgejahren folgten weitere nationale und internationale Erfolge, viele davon mit Plot Blue. So gewann er unter anderem den Schweizer Cup-Final mit Pferdewechsel in den Jahren 2005, 2006 und 2010. Im Jahr 2006 erhielt er zudem die Auszeichnung als «Rookie of the year».
2012 startete er in London bei seinen ersten Olympischen Spielen und erreichte mit der Mannschaft Rang vier. Erstmals Schweizer Meister der Springreiter wurde er im September 2015 mit Pollendr.

## Privates
Er ist verheiratet und hat einen Sohn. Sein Cousin Theo Muff ist ebenfalls als Springreiter auf internationalem Niveau aktiv.

## Kritik
Im Jahr 2010 gewann Muff zum dritten Mal den Schweizer Cup-Final in Ascona, eine nationale Prüfung mit Pferdewechsel. Hierbei wurde Kritik gegenüber Muff laut, da er mit Escorial V ein sehr schwer zu reitendes Pferd mit in die Prüfung brachte. Pius Schwizer, der ebenfalls an dieser Prüfung teilnahm, wird hierzu wie folgend zitiert: 

«Escorial war nicht zu führen. Einen solchen Bock kann man nicht reiten. Er bildete vor allem für die erst 18-jährige Annina Züger eine Verletzungsgefahr.»

Muff selbst äussert sich hierzu: 

«Der Erfolg macht nicht richtig Freude. Escorial ist ein sensibles Pferd, mit dem meine Konkurrenten Schwierigkeiten hatten. Das passiert halt in einem Final mit Pferdewechsel. Vielleicht sind nun einige in ihrer Ehre verletzt. Alles kann man nicht aufs Pferd abschieben.»

Eine Woche nach dem Schweizer Cup-Final nahmen sowohl Pius Schwizer als auch Werner Muff als Teil der Schweizer Mannschaft am Nationenpreis in Hickstead teil. Dieser galt als annähernd letzte Chance, einen Abstieg der Schweiz aus dem Meydan FEI Nations Cup zu verhindern. Die Schweizer Mannschaft schaffte es jedoch nicht in den zweiten Umlauf und wurde Neunter. Nationaltrainer Rolf Grass machte hierfür die Missstimmung im Team seit dem Cupfinal von Ascona verantwortlich. Infolgedessen wurde der Pferdewechsel beim Schweizer Cup-Final in Ascona abgeschafft und durch eine Prüfung mit zwei Umläufen ersetzt.

## Turnierpferde

### Aktuell
- Quax (* 1998), brauner Hessischer Warmblut-Wallach, Vater: Quincy Jones, Muttervater: Donar[10][11]
- Rico HTV (* 1998), brauner KWPN-Wallach, Vater: Cilton, Muttervater: Amulet[12][11]

### Ehemalige
- Campione CH (* 1999), Schweizer Schimmelhengst, Vater: Calido, Muttervater: Charmeur,[11] Ende 2010 an Oleksandr Onischtschenko verkauft[13][14]
- Luminos (* 1998, jetziger Name: Portobello), Sachsen-Anhaltiner Warmblut, Vater: Landrebell, Muttervater: Kolibri, Mitte 2009 nach Spanien verkauft[15]
- Plot Blue (* 1997), brauner KWPN-Hengst, Vater: Mr. Blue, Muttervater: Pilot, seit Mitte 2008 von Marcus Ehning geritten[16][17]
- Tamina (* 1996, ursprünglich Tidy van het Gelutt), braune Belgische Warmblut-Stute, Vater: Lux Z, Muttervater: Prince Royal, 2008 von Werner Muff geritten, zuvor von Kristof Cleeren und Christina Liebherr geritten, nachfolgend von Manfred Marschall und Emiliano Varagnolo geritten[18][19]

## Erfolge

### Championate und Weltcup
- Olympische Spiele
  - 2012, London: mit Kiamon, 4. Platz mit der Mannschaft
- Weltmeisterschaft (Weltreiterspiele):
  - 2006 in Aachen: mit Plot Blue 5. Rang mit der Schweizer Mannschaft und 32. in der Einzelwertung
- Europameisterschaften:
  - 2007 in Mannheim: mit Plot Blue 4. Rang mit der Schweizer Mannschaft und 34. in der Einzelwertung
- Schweizer Meisterschaft:
  - 2005: 4. Rang
- Weltmeisterschaft der Jungen Springpferde:
  - 1998 in Zangersheide: 3. Platz bei den 6-jährigen Springpferden mit Gazelle

### Weitere Erfolge (ab 2005)
- 2005: 1. Platz im Grossen Preis von Neuendorf (CSI 2*) mit Plot Blue, 3. Platz im Grossen Preis von La Bagnaia (CSI 4*) mit Plot Blue, 1. Platz im Schweizer Cup-Finale
- 2006: 4. Platz im Grossen Preis von  Pioltello (CSI 4*) mit Plot Blue, 5. Platz im Grossen Preis von Outdoor Gelderland (CSI 3*) mit Plot Blue sowie mit der Schweizer Mannschaft 1. Platz im Nationenpreis von Rotterdam (CSIO 5*) mit Plot Blue, 1. Platz im Schweizer Cup-Finale
- 2007: 1. Platz im Grossen Preis eines CSI 3* in Lummen mit Plot Blue, 2. Platz im Grossen Preis von Pioltello (CSI 3*) mit Plot Blue, 3. Platz im Grossen Preis von Cervia (CSI 3*) mit Rico, 6. Platz in der Weltcupprüfung von Verona (CSI 5*) mit Plot Blue sowie mit der Schweizer Mannschaft 2. Platz im Nationenpreis von Aachen (CSIO 5*) mit Plot Blue
- 2008: 1. Platz im Grossen Preis eines CSI 3* in Lummen mit Tamina, 1. Platz im Grossen Preis von La Mandria (CSI 3*) mit Campione, 1. Platz im Grossen Jagdspringen beim CSIO Schweiz (St. Gallen, CSIO 5*) mit Tamina
- 2009: 1. Platz im Grossen Preis von San Lazzaro di Savena (CSI 2*) mit Campione, 2. Platz im Grossen Preis von  Pioltello (CSI 3*) mit Campione, 1. Platz in der Weltcupprüfung von Budapest (CSI 2*-W) mit Quax sowie mit der Schweizer Mannschaft 1. Platz im Nationenpreis von La Baule (CSIO 5*) mit Luminos
- 2010: 2. Platz im Grossen Preis von Neustadt/Dosse (CSI 2*) mit Quax, 1. Platz im Grossen Preis von Aach (CSI 2*) mit Quax, 1. Platz im Schweizer Cup-Finale (Ascona), 3. Platz im Grossen Preis von Ranshofen (CSI 2*) mit Quax, 3. Platz im 100,000 $-ENCANA Cup (CSIO 5* Spruce Meadows) mit Quax

(Stand: 10. September 2010)